# Secundino Aifuch Asurio
Secundino Aifuch Asurio   (Asunción, 21 de maig de 1952), de vegades escrit com Ayfuch, és un exfutbolista paraguaià de les dècades de 1970 i 1980.

## Trajectòria
Defensa esquerre, polivalent, bon marcador i amb un fort xut. Començà la seva carrera esportiva el 1971 al Sol de América, on jugà cinc temporades, passant, a continuació al Cerro Porteño, on jugà tres noves temporades fins al 1978. Aquest any fou fitxat pel RCD Espanyol, on jugà durant quatre temporades. En aquestes quatre temporades disputà un total de 67 partits de lliga en els quals marcà 6 gols. Fou l'autor del gol 2000 de l'Espanyol a la lliga. L'any 1982 retornà al Paraguai, on disputà la resta de la seva carrera, excepte una petita estada a l'AC Santa Sofia italià. Al Paraguai jugà novament a Cerro Porteño, a Sportivo San Lorenzo i Sportivo Iteño. Fou internacional amb la selecció del Paraguai. Disputà un total de 20 partits entre 1975 i 1981, marcant dos gols.